# Данијел Патрик Мојнихан
Данијел Патрик Мојнихан (енгл. Daniel Patrick Moynihan; 16. март 1927. - 26. март 2003) био је амерички политичар и социолог. Као члан Демократске странке, по први пут је изабран у Сенат из државе Њујорк 1976. и био реизабран три пута (1982, 1988. и 1994), одбивши да се кандидује за четврти реизбор 2000. године.
Пре сенатског места, био је амерички амбасадор у Уједињеним нацијама и Индији, и члан четири узастопне председничке администрације, почев од Џона Кенедија до Џералда Форда.